# 海运仓胡同
39°56′12″N 116°25′48″E / 39.9365501°N 116.429956°E
海运仓胡同是位于中国北京市东城区东北部的一条胡同。现已拓宽为交通干道。

## 简介
海运仓胡同东起东直门南大街，西至东直门南小街，因海运仓而得名。在拓宽改造之前，海运仓胡同原来东起北弓匠营胡同，西至东直门南小街。
明朝时，属南居贤坊，宣德年间在此建官仓海运仓，为京师十三仓之一。《天咫偶闻》载：“京仓之在城内者，北曰北新，曰海运；南曰富新，曰南新，曰兴平，曰旧太，皆在朝阳门北；曰禄米，则在朝阳门南；凡京官俸米，皆于此取给。又大清门东皇城夹墙内曰内仓，凡宫殿用米及庵寺糈粮，皆于此取给。然皆内新出陈，红朽者多。”仓内的米随着储藏时间增长，水分减少，颜色变红，称老米或紫米。此种米比新米出饭。部分老北京人喜欢食用这种米。但许多人，特别是南方人，认为这种米有霉味，不喜欢食用。过去仓官与粮肆勾结，共同中饱私囊。百官领到俸米券，来仓内领米，领到的米里往往摻杂沙石，无法食用，故只得将米券以践价卖给米肆，别籴肆米食用。仓官则私下将仓内的好米通过米肆出售。故凡得俸米券者，不愿自领，米肆遂与仓官等勾结，共同获得厚利。
海运仓胡同原来仅有十米宽。后来经过大规模拓宽，两侧多为新建的楼房。